# ドナルド・マッキンタイア (イギリス海軍)
ドナルド・ジョージ・フレデリック・ウィーヴィル・マッキンタイア（Donald George Frederick Wyville Macintyre, DSO&Two Bars、DSC、1904年1月26日 - 1981年5月23日）は、イギリスの海軍軍人。最終階級は大佐。
マッキンタイアは第二次世界大戦中の大西洋の戦いにおける船団護衛を指揮し、2人のエース艦長を含む多数のUボートを撃沈して対潜戦で傑出した戦果を遺したことで知られる。また戦後は海事史家としても活躍した。

## 生涯
マッキンタイアは1904年1月26日にイギリス領インド帝国のウッタラーカンド州デヘラードゥーンで生まれた。

### 戦間期の経歴
1926年にマッキンタイアはイギリス海軍に入隊した。最初は地中海艦隊の駆逐艦に配属されたが、その後は艦隊航空隊（Fleet Air Arm, FAA）に移り、航空機のパイロットとして訓練を受けた。マッキンタイアは7年間を艦隊航空隊で過ごし、最初は空母フューリアス（HMS Furious, 47）、次いで中国艦隊の空母ハーミーズ（HMS Hermes, 95）で、さらに本国艦隊の空母カレイジャス（HMS Courageous, 50）で勤務した。だが1935年に遭遇した事故の結果、マッキンタイアは空中勤務から水上艦艇での勤務に戻ることになった。
空から海に戻ったマッキンタイアはスループキングフィッシャー（HMS Kingfisher, L70）の指揮を執り、ポートランド島の対潜学校ポートランド海軍基地に配属された。
1937年、マッキンタイアは駆逐艦ディフェンダー（HMS Defender, H07）勤務となり、初めて駆逐艦の指揮を執ることになった。ディフェンダーは極東に派遣され、1938年のアモイ危機で活動した。1939年にマッキンタイアはイギリス本国に戻り、駆逐艦ヴェノマス（HMS Venomous, D75）艦長として海峡戦隊に加わり第二次世界大戦開戦を迎えた。

### 第二次世界大戦
1939年の第二次世界大戦開戦から程なく、マッキンタイアとヴェノマスは英仏海峡でT・ハルゼー（T Halsey）大佐の旗艦マルコム（HMS Malcolm, D19）以下駆逐艦戦隊と共にイギリスからフランスへ向かう兵員輸送船を護衛した。
1940年1月、マッキンタイアは新たに就役する駆逐艦ハーティ（Hearty）の指揮を執ることになったが、ハーティはH級駆逐艦の嚮導艦ハーディ（HMS Hardy, H87）との混同を避けるためにヘスペラス（HMS Hesperus, H57）と改名された。ハーティ改めヘスペラスは、本来ブラジル海軍向けに建造されていたH級駆逐艦（通称ハヴァント級）であったため、オリジナルと異なり照準装置の記載が馴染みのないものであったり方位盤を欠いていたりと様々な差異があった。マッキンタイアのヘスペラスでの最初の任務はバーネル-ヌジェント（Burnell-Nugent）中佐のハヴァント（HMS Havant, H32）と共にフェロー諸島占領を支援することであった。
1940年4月にヘスペラスはノルウェーの戦いに参加し、ナルヴィクとモーで活動する。モーでの活動中にヘスペラスは空襲で2発の至近弾を受けたため、ダンディーで入渠修理を行った。マッキンタイアとヘスペラスは駆逐艦ハリケーン（HMS Hurricane, H06）と共に大西洋での活動に移された。そこで2隻は同年冬の大部分を悪天候と闘いながら過ごし、それはマッキンタイアが1941年3月にヘスペラスの指揮をA・テイト（A Tait）中佐に引き継いで駆逐艦ウォーカー（HMS Walker, D27）のSOE（先任護衛指揮官、Senior Officer Escort）に就任するまで続いた。ウォーカーは北大西洋で活動する第5護衛グループの旗艦となり、マッキンタイアもグループの先任士官になった。

## 先任護衛指揮官として
- 3人のUボート艦長

マッキンタイアのSOEとしての最初の戦闘は、HX112船団の主要な戦闘で5隻を沈められたのと引き換えに2隻のUボート、すなわちヨアヒム・シェプケのU-100とオットー・クレッチマーのU-99を沈めたことだった。マッキンタイアのウォーカーがU-99を沈めてクレッチマーら多くの乗員が救助されていた間に、U-100は駆逐艦ヴァノック（HMS Vanoc, H33）によって破壊された。クレッチマーは生き残った部下たちがウォーカーに救助される中で、双眼鏡でその始終を完全に見届けた。マッキンタイアはその双眼鏡を「解放」し、戦争の残りの期間ずっと使用し続けた。同月初めにはギュンター・プリーンと彼の乗艦U-47も喪われており、Uボートのエース艦長3人の喪失はこの頃のUボートの優位が終わったことを象徴するものであった。1941年の残りの期間、船団護衛部隊が優位に立ったと思われた。

### 移動
ドイツ空軍の脅威を避けて、ウォーカーは比較的安全と考えられた北アイルランドのロンドンデリーへ移動させることが決まった。フォイル川を通り港へ向かう最初の航海で、マッキンタイアは、その短い航海のため乗艦した水先案内人が従来の航海術を用いずに「マザー・マーフィーの白牛」（Mother Murphy's white cow）や「パディー・モナガンの牛舎」（Paddy Monaghan's byre）を操作するのを好んでいることに気づきぞっとした。

### 結婚とアイスランドでの活動
マッキンタイアと第5護衛グループは1941年冬まで北大西洋とジブラルタル間の船団護衛任務に従事し、両者共に疲弊した後に第5護衛グループは解散となった。レーダー搭載を含む改装の後に、ウォーカーは主力艦艇の護衛任務に就くためアイスランドのクヴァールフィヨルズルで本国艦隊に配属された。この間、1941年11月11日にマッキンタイアはロンドンのサウス・ケンジントンにあるブロンプトン礼拝堂でモニカ・ストリックランド（Monica Strickland）と結婚式を挙げた 。
1942年2月、マッキンタイアはイギリスの連絡士官としてニューファンドランド島プラセンチアの近くにあるアメリカ海軍基地アルジェンシャで勤務した。到着して間もなく、彼はプラセンチアが大西洋会談でチャーチルとルーズベルトが初めて会した場所に位置していることに気づいた 。マッキンタイアはそこでの勤務で、基地の造りにアメリカ人の「為せば成る」（can-do）精神と遭遇することになった。ある夜、「しらふ」（dry）な食堂での夕食から宿舎へ戻る途中、宿舎から食堂までの道があまりの粗末さに消えていることに気づき驚いた。
アイスランドで過ごした期間、駆逐艦母艦プライリー（USS Prairie, AD-15）が停泊していた木造の桟橋から発生した火災により大きな損傷を負った。マッキンタイアにとって一番気がかりだったのは、プライリーの側で停泊していたイギリス海軍のコルベット2隻と甲板上に装備されていた爆雷のことであった。幸いなことに、火災は消し止められてプライリーも取り除かれた。

### 海へ戻る
- 再びヘスペラスへ

6月にマッキンタイアは駆逐艦任務へ戻り、再びヘスペラスと、再編成された中部海洋護衛部隊（Mid-Ocean Escort Force, MOEF）隷下のB2護衛グループの指揮を執ることになった。1942年の残りの期間、B2護衛グループは北大西洋で船団護衛任務に従事した。
1942年10月、ONS138船団の護衛中に2隻のUボートへ攻撃を行ったが不成功に終わった。この2隻は少なくとも4隻からなるウルフパックの一部を成していた。最初はU-620に爆雷攻撃を行ったが効果はなかった。もう1隻のU-301は護衛グループの攻撃を逃れ深くに潜航した。護衛艦艇は2日間にわたってUボートを非効率な状況に置き続け、船団の離脱を助けた。
- カナダ人

マッキンタイアは、急激な規模の拡大に由来するカナダ海軍の経験・訓練の不足に対して度々不満を感じていた。まだウォーカーの艦長だった時に起きた出来事では、同行しているカナダ海軍艦の発光信号機のバッテリーが切れてしまい、しかも予備を持っていなかったために交信不能に陥ったことがあった。また、あるカナダ海軍の艦がマッキンタイアに会うためアルジェンシャへ来た時に、「本艦は出港したい」という信号旗を翻して入港してきたこともあった。もっと深刻なことでは、錆びた爆雷がカナダ海軍艦の上部構造物に満たされ、装備されていたことだった。

### 悲劇と勝利
1942年の秋、アイスランド周辺での強風は続いており、1名の乗員が艦上から流されてしまった。艦載艇を下ろすには海況が悪すぎたが、一人の士官が艦外へ身を躍らせると、その水兵を舷側の途中まで登らせた。だが彼はそこで力尽き、水兵の手は握る彼の手から滑り落ちた。そしてその水兵の姿は二度と見えることはなかった
。
護衛グループが未だ海上にいる間に送信された公式な通信文の嵐の中で、マッキンタイアはガイ・フォークス・デイ（7月5日）に彼が父親になったという私信を受け取った。マッキンタイアは副長を「短い頭」（a short head）で打った。
- U-357

12月後半の次なる本国行き船団では、マッキンタイアはヘスペラスの艦首部分に大量のクリスマス用の七面鳥を積むことを許可したが、彼はこの決定を後悔することになった。
12月26日、ヘスペラスと駆逐艦ヴァネッサはHX219船団を護衛中にU-357を迎撃した。この交戦は1日中続き、両艦は爆雷攻撃を繰り返したが成果はなかった。一度、マッキンタイアはヘスペラスのほんの50ヤード（約45.8m）先に潜望鏡を発見した。それでも反応は消えたが、それからまた見つかった。日が沈み始めた頃に、ヘスペラスはヴァネッサからUボートが浮上したのを確認して体当たりを試みる旨の通信を受け取った。だが、双方の激しい機動が数回あった後に、ヴァネッサはUボートの艦首を掠めただけに終わった。
ヘスペラスも加勢し、2隻の駆逐艦とU-357双方が相手を出し抜こうと知略を尽くして行動した。ヘスペラスはドイツの艦長がイギリスの駆逐艦の艦首を横切るという致命的失敗を犯すことを期待して、Uボートの司令塔に向けて2基の信号探照灯を指向し続けた。ヘスペラスはUボートに体当たりを行い、艦体をほぼ真っ二つに切り裂いた。それから、わずかに逃れ得た一握りの生存者を広がる重油のプールから引き上げたのであった。
しかし、撃沈祝いはヘスペラスの艦首が大きく損傷し、艦首に積まれていた「特別な荷物」も水浸しになったことで貧相なものになった。リヴァプールでの入渠修理には3ヶ月を要した。
- U-191

ヘスペラスは1943年4月に、新兵器ヘッジホッグ対潜迫撃砲と新たな士官たちを乗せて海に帰ってきた。訓練期間が必要だったものの、ほとんど与えられないまま任務に駆り出されることになった。北へ向かうONS4船団が護衛を必要としており、今やその任務がヘスペラスと駆逐艦ホワイトホール（HMS Whitehall, I94）、そして5隻のコルベットに課せられていたからである。
4月23日、ヘスペラスは10マイル（約16.1km）以下の距離で浮上しているUボートを探知した。ヘスペラスは急速潜航したUボートに接近し、マッキンタイアはヘッジホッグ攻撃を行うことに決めた。だが射撃命令に続いたのは、弾頭の安全ピンを外さないままヘッジホッグを発射してしまったことによる恥辱的な静けさであった。すぐに失敗に気づき、代わって通常のものより重い（1トン）ものを含む1回の爆雷攻撃を行った。それから、ASDIC越しに聞きなれない音が聞こえ、再度ヘッジホッグによる攻撃が試みられた。今度は成功し、そのUボートU-191は全乗員とともに沈んでいった。

### 危険な航海
- 氷山

1943年4月29日、ニューファンドランドへ向かう輸送船団はヘスペラスが装備するレーダーと探照灯の助けを借りて氷山の脅威を乗り切らねばならなかった。奇跡的に、どの艦船も損傷なしに乗り切ることができた。
- 港での日常

ヘスペラスは拠点としてアルジェンシャとリヴァプールの2港を指定されていた。また、時々セントジョンズも利用された。ひとたび港へ安全に辿り着き留まっていれば、熱い風呂と寝台での睡眠を得る機会があることをマッキンタイアは常に理解していた。
アルジェンシャの基地に勤務していた将兵は全て男性であり、アメリカ海軍の士官たちは彼らの「ドライ」（禁酒）な艦艇と違い飲酒を認めているイギリス海軍の艦艇を訪問したがった。彼らは度々ヘスペラスの士官たちが歌う「Zumba Za」（本来ドイツの曲だった）を楽しんだ。リヴァプールにいたある時には、免税のジンを目当てに訪れていた予備役の民間人たちが、航海士官から次の船団に彼らの同行を手配したとかなり真剣に告げられた。この申し出が取り上げられることはなかった。
普段、船団に混ざってヘスペラスがリヴァプールにいる間には、マッキンタイアは妻と子供の下へ逃れることができた。

### SC129船団
B2護衛グループは1943年5月3日に低速のSC129船団と共にアルジェンシャを出発した。6日後、船団のうち2隻が夜明けにU-402によって雷撃され、マッキンタイアが参加した船団で初めての犠牲となった。マッキンタイアが非常に落胆したのはもっともなことではあったが、報復はヘスペラスが夜にU-223を損傷させてサン＝ナゼールへ追い返すまで待たねばならなかった。
- U-186

マッキンタイアがU-223を撃沈したと考えて逃がした後、船団へ戻る途中でASDICが新たなUボートU-186からの反応を探知した。数度の爆雷攻撃の後、水中爆発による衝撃を感じ、重油や破片が海面に浮かんでくるのを確認した。
数度の視認、レーダーやASDICの反応があったものの、B2護衛グループがSC129船団を護衛していた間にこれ以上のUボート撃沈は確認されなかった。ヘスペラスに乗るマッキンタイアは、ヘスペラスの爆雷残量の不足と僚艦ホワイトホールの燃料不足というジレンマに直面していた。また、グループのコルベットたちは浮上するUボートを捕捉することができなかった。だが幸いにも、5月16日までに船団は危険な海域を脱することができた。

### 新たなグループへ
1944年4月、マッキンタイアは（非常に抵抗したが）ヘスペラスを離れ、アメリカ製のキャプテン級フリゲートビッカートン（HMS Bickerton, K466）の艦長になることが決まる。マッキンタイアはまたベルファストで編成されている第5護衛グループ（5th Escort Group）への参加が予定された。訓練期間の後、グループは4月21日からONS233船団の護衛を支援して作戦行動を開始した。グループは有効に運用されていなかったために再配置が行われ、1隻のUボートに対する成果のない対潜掃討の後で26日に護衛空母ヴィンデックス（HMS Vindex, D15）と第9護衛グループ（9th Escort Group）に加わった。
- U-765

5月5日の早朝、長々とした掃討に続いて、グループの半分は気象観測任務のUボートが潜んでいることが知られていた海域へと送られた（残り半分はヴィンデックスの下に残った）。短波方向探知機とヴィンデックスの艦上機からの情報を頼りに、捜索範囲は絞られていった。目標を発見した時、マッキンタイアはジョニー・ウォーカー大佐が考案したクリーピング攻撃を用いることにした。この戦術は2隻1組になり、一方の艦艇（この時はフリゲートブライ（HMS Bligh, K467）が担当）が実際の攻撃を行い、もう一方（この場合ではビッカートン）はASDICでの探知のような管制面を担当するものであった
。
爆雷による爆発の連続によって、酷く損傷したUボートU-765が海面に現れた。ビッカートンは「情けの一撃」（coup-de-grace）を与えようとしたが、その前にヴィンデックスから飛来したフェアリー ソードフィッシュ雷撃機が投下した2発の爆雷が不運なドイツ艦を叩きのめした。わずかな生存者が救助され捕虜となった。
捕虜への尋問によって、U-765は任務を他の艦（後でU-736と判明した）と交代していたことが判明したため、再び攻撃を行うことになったがこちらは不成功に終わった。

### ノルマンディー上陸作戦
1944年6月6日のノルマンディー上陸作戦の前後、マッキンタイアとビッカートン、そして第5護衛グループは、フランス侵攻へのイギリス海軍の助力の一部としてウェスタンアプローチの比較的浅い海域を哨戒した。6月15日、グループはシュノーケルを使用しているUボートを見つけ捜索していた。マッキンタイアがよく知るフリゲートモーン（HMS Mourne, K261）が音響追尾魚雷の犠牲になっていたのである。数時間捜索を行ったが、Uボートの痕跡は発見できなかった。狩りの対象は、英仏海峡の海底に眠る数多の残骸の中をうまく逃れていったのだった。
- U-269

6月25日の夜、別の残骸であることが分かった反応を調べた後でビッカートンは新たなエコーを捉えた。ビッカートンは急いでグループの僚艦に追いつくために急いだ。後にこの反応の正体はU-269だと判明した。その時マッキンタイアは艦橋下にある自身の居室で寝ており、初めに目標が本物であるということを自らに納得させることにした。プロッティング・テーブルを見て、目標がある程度の距離を移動したことが明らかになった時に、全ての疑問は脇へ追いやられた。ビッカートンは攻撃態勢に移行し、爆雷攻撃を行った。U-269は浮上を余儀なくされ、すぐにビッカートンの主砲で迎撃された。攻撃を受けた乗員は艦を放棄し、U-269は沈んでいった。これらはわずか10分以内に起こったことであった
。

### ビッカートンの沈没
ビッカートンは1944年7月に再度本国艦隊に加わるため北のスカパ・フローへ送られた。8月18日に北極海南方で重巡洋艦ケントと護衛空母ネイボブ（HMS Nabob, D77）とトランペッター（HMS Trumpeter, D09）の護衛に参加した。航行中に突如としてネイボブが雷撃を受けたため、マッキンタイアは直ちに全護衛艦艇に対し音響追尾魚雷を欺瞞するためのデコイであるCATノイズメーカーの投下を命じた。だがその時、ビッカートンもまた雷撃を受けてしまい、後甲板を含むビッカートンの艦尾のほとんどが失われてしまった。ネイボブを救援する重要性やドイツ軍占領下のノルウェー沿岸に近いことを鑑みて、マッキンタイアはビッカートンを駆逐艦の魚雷で処分することを決めた。マッキンタイアは旗艦をエイルマー（HMS Aylmer, K463）に移した。

### 終戦
マッキンタイアは海上勤務から離れることになった。後から感じたこととはいえ、彼は「その準備ができた」のだと認めざるを得なかった。Uボートが沿岸部で単独行動をとるように戦術を転換したことで、対潜戦の基本戦術も変化しつつあった。新たな戦術が求められ、新たな人材に任せるのが最善であった。マッキンタイアは自らが「行くべき時」であると感じて航空勤務に戻り、海軍航空基地の司令官として戦争を終えたのであった。

### その後
マッキンタイアは戦後に海軍を退役し、歴史家・作家として成功する。彼は1956年に自伝「U-Boat Killer」を出版し、以降も海軍史における様々な事象をテーマにした15冊の本を著した。
1955年、マッキンタイアはオットー・クレッチマーに再会し、1941年に彼から押収した双眼鏡を返還した。当時、クレッチマーは国際海事連盟の加盟クラブであるドイツ海軍連盟会長を務めていた。
マッキンタイアは1981年5月23日に、ケント州アシュフォードにおいて77歳で死去した。

## 功績
マッキンタイアは「Uボート・キラー」（U-Boat Killer）として非常な成功を残し、その渾名はそのまま自身の自伝のタイトルに用いられている。第二次世界大戦中にマッキンタイアの指揮下の艦艇は合計6隻のUボートを撃沈し、最高の対潜戦指揮官の一人となった。
マッキンタイアはまた船団護衛指揮官としても優秀であり、彼の言葉を借りるならば、真剣に「（船団の）運命を決する指示」を出し、正確な船団の到着は「主要な目標であった」
。
B2護衛グループを指揮した2年以上の期間に、マッキンタイアが護衛した船団は28回、合計1,100隻に上る。そしてそのうち損失はわずか2隻であった。単純に計算して護衛成功率99.8%という誇るべき記録であるが、マッキンタイア自身はSC129船団で2隻を失ったことに対して「憤怒にあった」と記している 。

## 栄典
マッキンタイアは第二次世界大戦における戦功で殊功勲章（DSO）3回（飾板2個）と殊功十字勲章、柏葉敢闘章1個を受章し、さらにアメリカからレジオン・オブ・メリットも贈られている。

## 著書
- U-Boat Killer (1956) Rigel Publications ISBN 0548440107
- Destroyer Man (1957) With Rear-Admiral A. F. Pugsley. Weidenfeld & Nicolson ASIN: B0007J4L6S
- Jutland (1958) Norton OCLC 4676376
- Narvik (1960) Norton OCLC 394826
- The Thunder of the Guns: A Century of Battleships (1960) W.W.Norton OCLC 826016
- Fighting Admiral (1961) Evans Bros OCLC 1101338
- The Battle of the Atlantic (1961) Macmillan OCLC 1214473
- Admiral Rodney (1963) Norton
- Wings of Neptune: The Story of Naval Aviation (1964) W.W.Norton OCLC 1002027
- Fighting Under The Sea (1965) Evans Bros
- The Battle for the Pacific (1966) Norton OCLC 24612308
- Trafalgar: Nelson's Great Victory (1968) ISBN 0-7188-1394-4
- Aircraft Carrier: The Majestic Weapon (1968) Ballantine Books Inc. ISBN 9780345018434
  - （1971年にサンケイ新聞社出版局より「空母―日米機動部隊の激突（第二次世界大戦ブックス〈8〉）」寺井 義守 (訳) ASIN B000J9HB0Eとして刊行）
- Leyte Gulf; armada in the Pacific (Ballantine's illustrated history of World War II. Battle book, no. 11)  (1970) ASIN B0006CE1T8
  - （1971年にサンケイ新聞社出版局より「レイテ―連合艦隊の最期・カミカゼ出撃（第二次世界大戦ブックス〈5〉）」大前 敏一 (訳) ASIN B000J9GQCSとして刊行）
- The Naval War Against Hitler Scribner (1971) ISBN 0-684-12375-4 OCLC 161506
  - （1973年にハヤカワ・ノンフィクションより「海戦―連合軍対ヒトラー」関野 英夫 , 福島 勉 (共訳) ASIN B000J9FKL6として刊行）
- The Privateers (1972) ISBN 0-236-15498-2
- Sea Power in The Mediterranean (1972) ISBN 0-213-99456-9
- The Adventure of Sail, 1520–1914 (1974) ISBN 0-236-17641-2
- Famous Fighting Ships (1975) ISBN 0-600-35486-5
- Famous Sea Battles (1977) ISBN 0-600-38066-1
- Sea Warfare 1939-1945 (History of the World Wars) (1977) Phoebus ASIN: B00126QH26